# Go A
A Go_A (ukránul: Ґоу_Ей) egy ukrán együttes, amely 2012-ben alakult Ukrajna fővárosában, Kijevben. Ők képviselték volna Ukrajnát a 2020-as Eurovíziós Dalfesztiválon, majd képviselik ténylegesen 2021-ben.

## Története
A zenekar megalapításának ötlete 2011-ben fogant meg Tarasz Sevcsenko fejében, de a zenekar megalapítására csak 2012-ben került sor. Az együttes nevének jelentése: visszatérés a gyökerekhez, és az angol Go és a görög Alpha-ból tevődik össze, ami mindennek a kezdetét szimbolizálja. 2012 decemberében adták ki legelső dalukat "Koliada" címmel.
A zenekar először a "Vesynyanka" című daluk megjelenése után kapott nagyobb figyelmet, amely elnyerte a 2015-ös év legjobb ukrán dalának címét. A dal hat héten át az első helyen állt az ukrán rádió listáján. Később elnyerték az az év felfedezettje díjat.
2016 őszén kiadták az "Idy na zvuk" című debütáló albumukat a Moon Records által, amelyen összesen tíz dal szereppel. 2017 elején megjelent a "Scsedrij vecsir" című karácsonyi kislemezük, amelyen közreműködtek Katya Chillyvel.
2020-ban részt vettek a Vidbir elnevezésű ukrán eurovíziós nemzeti válogatóban. Daluk, a "Solovej", a február 22-i döntőben a zsűri és a nézők szavazatai alapján is az első helyezést érte el, így megnyerték a műsort és ők képviselték volna Ukrajnát a 2020-as Eurovíziós Dalfesztiválon Rotterdamban. A dalt az előzetes sorsolás alapján először a május 12-i első elődöntő második felében adták volna elő, azonban március 18-án az Európai Műsorsugárzók Uniója bejelentette, hogy 2020-ban nem tudják megrendezni a versenyt a COVID–19-koronavírus-világjárvány miatt. Az ukrán műsorsugárzó jóvoltából az együttes lehetőséget kapott az ország képviseletére a következő évben egy új versenydallal. 2021-es dalukat egy öttagú szakmai zsűri választotta ki. A három lehetséges szerzemény közül végül 2021. február 4-én a SHUM című dalt választották Ukrajna számára.

## Tagok
- Ihor Didencsuk
- Ivan Hrihorjak
- Katerina Pavlenko
- Tarasz Sevcsenko

## Diszkográfia

### Albumok
- #Idynazvuk (2016)

### Kislemezek
- Shchedryi vechir (2017)
- Rano-ranenko (2019)
- Solovey (2020)
- SHUM (2021)